# 燕麦笔螺
燕麦笔螺（学名：Gemmulimitra avenacea）是新腹足目笔螺科的一种海螺，屬於海洋腹足纲软体动物。過往曾屬於笔螺属:31和圆笔螺属，2018年本物種被重新分類到Gemmulimitra屬。

## 形態描述
螺殼長12 mm到32 mm之間
。

## 分佈
本物種的模式產地位於菲律宾。分佈於印度洋沿马斯克林群岛海盤及太平洋的台湾、菲律賓、印度尼西亚、斐濟及巴布亚新几内亚。常栖息在潮间带。

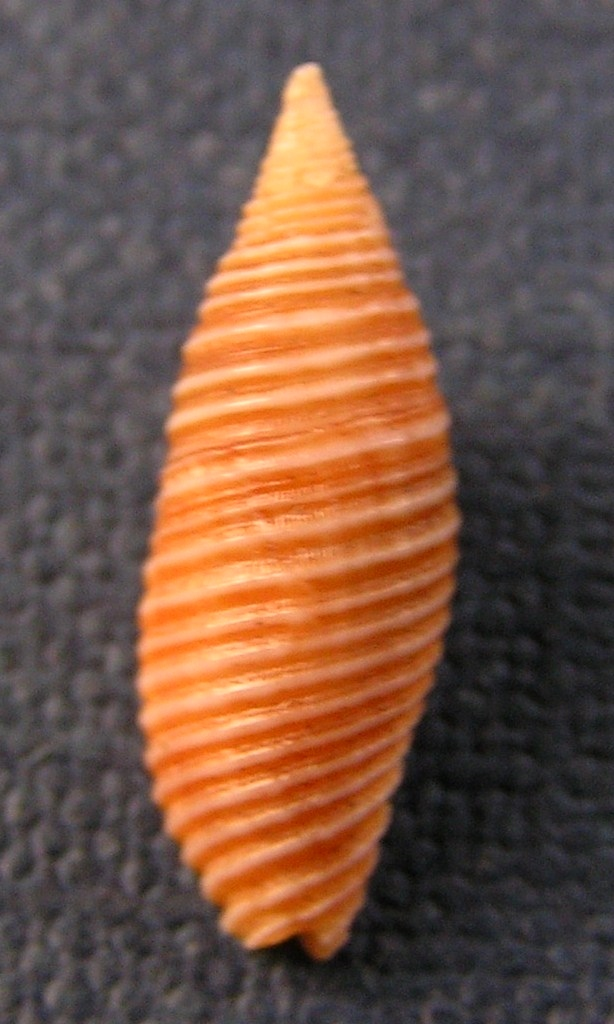
'Mitra (Nebularia) avenacea', abapertural view

## 外部連結
- 維基物種上的相關：燕麦笔螺
- Hardy, Eddie. . Hardy's Internet Guide to Marine Gastropods.   [2010-12-10]. （原始内容存档于2020-06-28） （英语）.